# Biathlon na Zimowych Igrzyskach Olimpijskich 2010 – bieg masowy kobiet

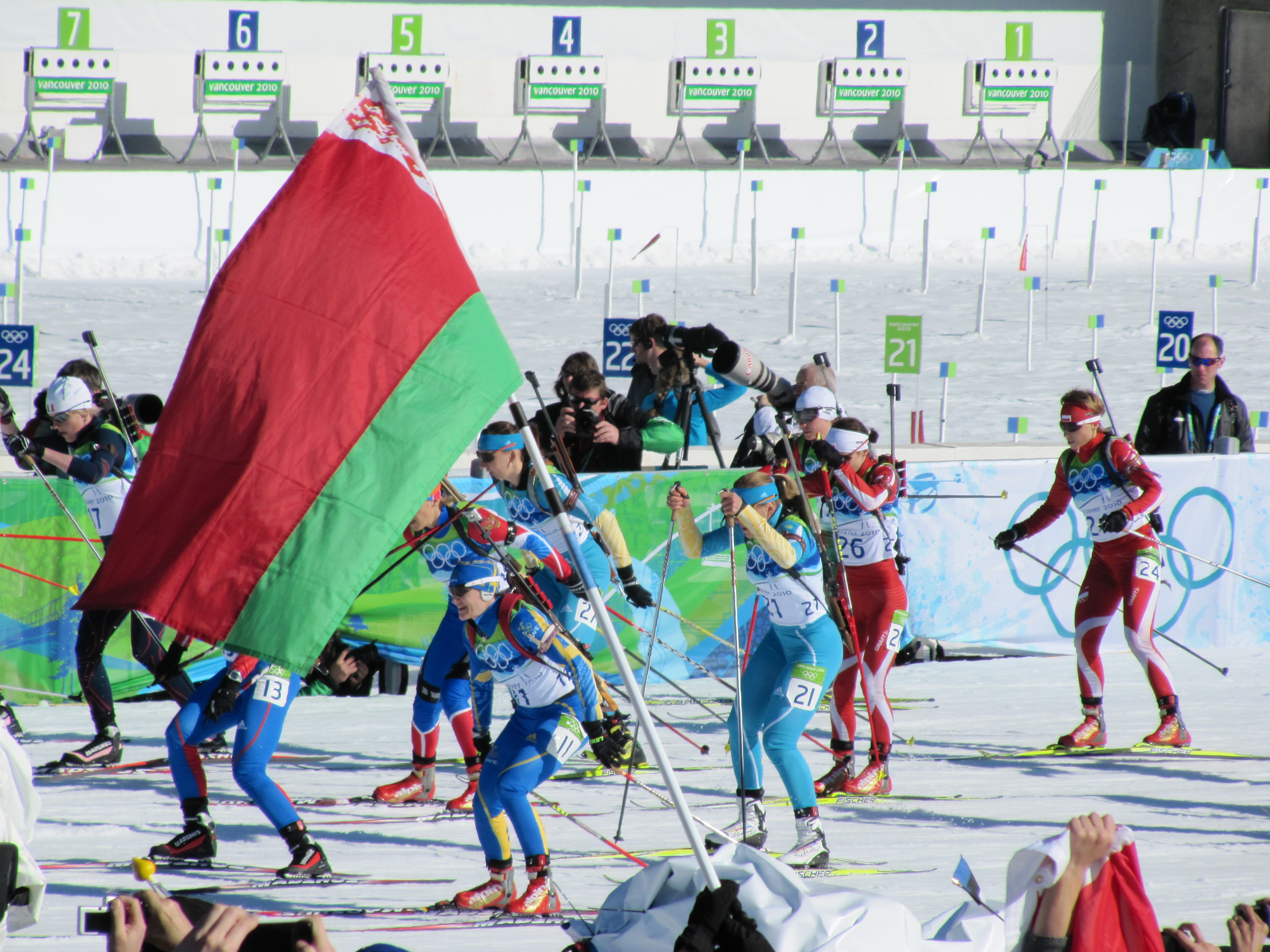
Zawodniczki podczas rywalizacji

Bieg masowy kobiet podczas Zimowych Igrzysk Olimpijskich 2010 został rozegrany 21 lutego w Whistler Olympic Park. Była to ostatnia konkurencja indywidualna pań podczas igrzysk. W biegu wzięło udział trzydzieści najlepszych zawodniczek bieżącego sezonu oraz ZIO. 
Złoty medal wywalczyła reprezentantka RFN Magdalena Neuner. Niemka dwukrotnie spudłowała na strzelnicy, przez co musiała biec dodatkowe trzysta metrów, lecz najszybciej pobiegła i zwyciężyła z czasem 35 min 19,6 s. Srebrny medal zdobyła ówczesna mistrzyni świata w tej konkurencji Olga Zajcewa, która z jednym "pudłem" na strzelnicy straciła do Neuner 5,5 s. Trzecie miejsce zajęła rodaczka zwyciężczyni Simone Hauswald. Zawodniczka o koreańskich korzeniach również dwukrotnie pomyliła się na strzelnicy, lecz gorzej pobiegła i ostatecznie przybiegła na metę 7,3 s po Magdalenie Neuner.

## Faworytki
Bieg masowy kobiet na Zimowych Igrzyskach Olimpijskich 2010 w Vancouver, był trzecią tego rodzaju konkurencjom rozgrywaną w sezonie 2009/2010. Wcześniej zawodnicy rywalizowali w "masówce" podczas zawodów w niemieckich miejscowościach Oberhof oraz Ruhpolding. W pierwszym biegu zwyciężyła reprezentantka Niemiec Andrea Henkel, która wyprzedziła Szwedkę Helenę Jonsson oraz Norweżkę Torę Berger. Tydzień później w zawodach triumfowała, druga w Oberhofie, Jonsson. Kolejne pozycje na podium zajęły przedstawicielki gospodarzy Simone Hauswald oraz Magdalena Neuner
Tytułu z Zimowych Igrzysk Olimpijskich 2006 broniła Szwedka Anna Carin Zidek. Srebrny medal wywalczyła w Turynie reprezentantka Niemiec Kati Wilhelm, zaś brązowy jej rodaczka Uschi Disl, która zakończyła karierę po sezonie 2006/2007. Aktualną mistrzynią świata była Rosjanka Olga Zajcewa. Drugie miejsce podczas mistrzostw w P'yŏngch'ang zajęła Słowaczka Anastasija Kuźmina, zaś trzecie Helena Jonsson.
| Wyniki biegu masowego w sezonie 2009/2010               |                    |                  |                  |                    |                    |                  |                  |        |
| data                                                    | miejscowość        | zwycięzca        | zwycięzca        | drugi              | drugi              | trzeci           | trzeci           | źródło |
| data                                                    | miejscowość        | czas             | strzelanie       | czas               | strzelanie         | czas             | strzelanie       | źródło |
| 10 stycznia                                             | Oberhof            | Andrea Henkel    | Andrea Henkel    | Helena Jonsson     | Helena Jonsson     | Tora Berger      | Tora Berger      | [ 6 ]  |
| 10 stycznia                                             | Oberhof            | 40:53.6          | 1+1+0+0          | 41:17.0            | 0+1+0+1            | 41:33.9          | 0+0+0+2          | [ 6 ]  |
| 16 stycznia                                             | Ruhpolding         | Helena Jonsson   | Helena Jonsson   | Simone Hauswald    | Simone Hauswald    | Magdalena Neuner | Magdalena Neuner | [ 7 ]  |
| 16 stycznia                                             | Ruhpolding         | 40:58.7          | 0+0+0+0          | 41:21.8            | 0+1+1+0            | 41:33.7          | 1+1+1+2          | [ 7 ]  |
| Wyniki biegu masowego na mistrzostwach świata w 2009    |                    |                  |                  |                    |                    |                  |                  |        |
| 22 lutego                                               | Pjongczang         | Olga Zajcewa     | Olga Zajcewa     | Anastasija Kuźmina | Anastasija Kuźmina | Helena Jonsson   | Helena Jonsson   | [ 8 ]  |
| 22 lutego                                               | Pjongczang         | 34:18.3          | 0+0+1+1          | 34:25.8            | 0+0+1+1            | 34:30.6          | 0+0+1+1          | [ 8 ]  |
| Wyniki biegu masowego na Igrzyskach Olimpijskich w 2006 |                    |                  |                  |                    |                    |                  |                  |        |
| 25 lutego                                               | Cesana San Sicario | Anna Carin Zidek | Anna Carin Zidek | Kati Wilhelm       | Kati Wilhelm       | Uschi Disl       | Uschi Disl       | [ 9 ]  |
| 25 lutego                                               | Cesana San Sicario | 40:36.6          | 0+0+0+1          | 40:55.3            | 0+0+1+0            | 41:18.4          | 1+0+1+1          | [ 9 ]  |

## Lista startowa
Z racji określonej liczby miejsc na strzelnicy w biegu masowym bierze udział jedynie trzydziestu zawodników. Podczas igrzysk olimpijskich są to medaliści poprzednich konkurencji na olimpiadzie oraz piętnastu najlepszych zawodników w bieżącej klasyfikacji generalnej Pucharu Świata. Oprócz nich w zawodach biorą udział zawodnicy, którzy osiągali dobre wyniki w bieżących igrzyskach, lecz nie zdobyli medali, bądź nie znajdują się w czołowej "15" Pucharu Świata.
Pierwsze numery startowe otrzymywali medaliści bieżących igrzysk olimpijskich, w kolejności rozgrywania konkurencji. Z najniższym numerem startowała złota medalistka w sprincie oraz srebrna w biegu pościgowym, reprezentantka Słowacji Anastasija Kuźmina. Drugi numer otrzymała mistrzyni olimpijska w biegu pościgowym oraz srebrna medalistka w sprincie, Niemka Magdalena Neuner, zaś z trzecim triumfatorka biegu indywidualnego Tora Berger z Norwegii. Kolejne numery startowe otrzymały, srebrna medalistka biegu indywidualnego, Kazachka Jelena Chrustalewa, oraz brązowe medalistki w sprincie, biegu pościgowym oraz biegu indywidualnym (Marie Dorin, Marie-Laure Brunet oraz Darja Domraczawa). Po medalistach, najniższe numery startowe miały zawodniczki, które plasowały się w czołowej "15" Pucharu Świata. W ten sposób zgromadzono osiemnaście zawodniczek (niektóre medalistki zajmowały wysokie lokaty w klasyfikacji generalnej PŚ). Liczbę zawodników dopełniły biathlonistki, które zdobyły najwięcej punktów do klasyfikacji Pucharu Świata podczas poprzednich konkurencji biathlonowych, rozgrywanych na bieżących zimowych igrzyskach olimpijskich. 
| nr              | Zawodnik                     | Narodowość | punkty zdobyte na ZIO | nota                                                             |
| --------------- | ---------------------------- | ---------- | --------------------- | ---------------------------------------------------------------- |
| 1.              | Anastasija Kuźmina           | SVK        | 116                   | 1. miejsce w sprincie 2. miejsce w biegu pościgowym              |
| 2.              | Magdalena Neuner             | GER        | 145                   | 1. miejsce w bieg pościgowym 2. miejsce w sprincie               |
| 3.              | Tora Berger                  | NOR        | 108                   | 1. miejsce w biegu indywidualnym                                 |
| 4.              | Jelena Chrustalewa           | KAZ        | 124                   | 2. miejsce w biegu indywidualnym                                 |
| 5.              | Marie Dorin                  | FRA        | 72                    | 3. miejsce w sprincie                                            |
| 6.              | Marie-Laure Brunet           | FRA        | 115                   | 3. miejsce w biegu pościgowym                                    |
| 7.              | Darja Domraczawa             | BLR        | 108                   | 3. miejsce w biegu indywidualnym                                 |
| 8.              | Helena Jonsson               | SWE        | 56                    | 1. miejsce w Pucharze Świata                                     |
| 9.              | Andrea Henkel                | GER        | 83                    | 3. miejsce w Pucharze Świata                                     |
| 10.             | Kati Wilhelm                 | GER        | 83                    | 4. miejsce w Pucharze Świata                                     |
| 11.             | Anna Carin Zidek             | SWE        | 88                    | 5. miejsce w Pucharze Świata                                     |
| 12.             | Simone Hauswald              | GER        | 40                    | 6. miejsce w Pucharze Świata                                     |
| 13.             | Olga Miedwiedcewa            | RUS        | 60                    | 7. miejsce w Pucharze Świata                                     |
| 14.             | Swietłana Slepcowa           | RUS        | 51                    | 8. miejsce w Pucharze Świata                                     |
| 15.             | Teja Gregorin                | SLO        | 69                    | 10. miejsce w Pucharze Świata                                    |
| 16.             | Olga Zajcewa                 | RUS        | 87                    | 12. miejsce w Pucharze Świata                                    |
| 17.             | Sandrine Bailly              | FRA        | 40                    | 14. miejsce w Pucharze Świata                                    |
| 18.             | Wałentyna Semerenko          | UKR        | 64                    | 15. miejsce w Pucharze Świata                                    |
| 19.             | Ann Kristin Aafedt Flatland  | NOR        | 92                    | 8. miejsce w biegu pościgowym 10. miejsce w sprincie             |
| 20.             | Ludmiła Kalinczik            | BLR        | 84                    | 9. miejsce w biegu indywidualnym 13. miejsce w biegu pościgowym  |
| 21.             | Oksana Chwostenko            | UKR        | 83                    | 8. miejsce w biegu indywidualnym 11. miejsce w sprincie          |
| 22.             | Anna Bułygina                | RUS        | 81                    | 4. miejsce w sprincie 6. miejsce w biegu pościgowym              |
| 23.             | Éva Tófalvi                  | ROM        | 79                    | 11. miejsce w biegu indywidualnym 14. miejsce w sprincie         |
| 24.             | Krystyna Pałka               | POL        | 63                    | 15. miejsce w biegu indywidualnym 21. miejsce w sprincie         |
| 25.             | Weronika Nowakowska-Ziemniak | POL        | 58                    | 5. miejsce w biegu indywidualnym 28. miejsce w biegu pościgowym  |
| 26.             | Agnieszka Cyl                | POL        | 52                    | 7. miejsce w biegu indywidualnym 25. miejsce w biegu pościgowym  |
| 27.             | Ołena Pidhruszna             | UKR        | 52                    | 18. miejsce w sprincie 21. miejsce w biegu pościgowym            |
| 28.             | Anna Maria Nilsson           | SWE        | 42                    | 16. miejsce w sprincie 24. miejsce w biegu indywidualnym         |
| 29.             | Nadzieja Skardzina           | BLR        | 41                    | 26. miejsce w biegu pościgowym 28. miejsce w sprincie            |
| 30.             | Andreja Mali                 | SLO        | 40                    | 19. miejsce w biegu indywidualnym 31. miejsce w sprincie         |
| Lista rezerwowa |                              |            |                       |                                                                  |
| 31.             | Sylvie Becaert               | FRA        | 35                    | 29. miejsce w sprincie 29. miejsce w biegu pościgowym            |
| 32.             | Diana Rasimovičiūtė          | LTU        | 34                    | 25. miejsce w sprincie 30. miejsce w biegu indywidualnym         |
| 33.             | Liu Xianying                 | CHN        | 32                    | 20. miejsce w biegu indywidualnym 30. miejsce w biegu pościgowym |
| 34.             | Magda Rezlerová              | CZE        | 31                    | 19. miejsce w biegu indywidualnym 32. miejsce w biegu pościgowym |

## Przebieg rywalizacji
Opracowano na podstawie materiału źródłowego:
Bieg masowy kobiet na Zimowych Igrzyskach Olimpijskich 2010 rozpoczął się 21 lutego o godzinie 22:00 czasu środkowoeuropejskiego (13:00 czasu miejscowego), zaś zakończył o godzinie 22:39. Do zawodów przystąpiło 30 zawodniczek. Każda biathlonistka miała za zadanie przebiec 12,5 km (dokładnie 13095 m), na które składało się pięć dwuipółkilometrowych okrążeń. Po pierwszych dwóch rundach biegowych odbywało się strzelanie w pozycji leżącej, zaś po trzecim i piątym okrążeniu w pozycji stojącej. Każdy nietrafiony strzał "kosztował" zawodników 150 metrów dodatkowego biegu.

### Pierwsze okrążenie
Liderką po przebiegnięciu dwóch i pół kilometra była Rosjanka Swietłana Slepcowa. Reprezentantka Federacji Rosyjskiej oddała pięć celnych strzałów i z czasem 6 min 52,6 s wyprzedzała o 0,8 s Francuzkę Marie-Laure Brunet oraz o 2,4 s Simone Hauswald reprezentującą RFN. Łącznie szesnaście zawodniczek bezbłędnie strzelało. Najgorzej na strzelnicy wypadła rodaczka Slepcowej, Anna Bułygina, która pomyliła się aż czterokrotnie.
| Lp. | Zawodnik                    | Reprezentacja | Karne rundy | Czas (min) | Strata (s) |
| --- | --------------------------- | ------------- | ----------- | ---------- | ---------- |
| 1.  | Swietłana Slepcowa          | RUS           | 0           | 6:52.6 min | 0.0        |
| 2.  | Marie-Laure Brunet          | FRA           | 0           | 6:53.4 min | +0.8 s     |
| 3.  | Simone Hauswald             | GER           | 0           | 6:55.0 min | +2.4 s     |
| 4.  | Ann Kristin Aafedt Flatland | NOR           | 0           | 6:55.2 min | +2.6 s     |
| 5.  | Oksana Chwostenko           | UKR           | 0           | 6:57.4 min | +4.8 s     |
| 6.  | Éva Tófalvi                 | ROM           | 0           | 6:58.0 min | +5.4 s     |
| 7.  | Wałentyna Semerenko         | UKR           | 0           | 6:59.3 min | +6.7 s     |
| 8.  | Olga Zajcewa                | RUS           | 0           | 6:59.9 min | +7.3 s     |
| 9.  | Teja Gregorin               | SLO           | 0           | 7:00.3 min | +7.7 s     |
| 9.  | Darja Domraczawa            | BLR           | 0           | 7:00.3 min | +7.7 s     |

### Drugie okrążenie
Drugi pobyt na strzelnicy nie okazał się zbyt udany do liderki biegu Swietłany Slepcowej. Rosjanka dwukrotnie nie trafiła do tarczy i spadła na szesnastą pozycję. Jej "potknięcie" wykorzystała Hauswald, która ponownie okazała się bezbłędna i została nową liderką. Druga była, tak samo jak po pierwszym strzelaniu Brunet, zaś trzecia Olga Zajcewa z Rosji. Obie zawodniczki, podobnie jak Hauswald, nie popełniły jeszcze błędu na strzelnicy.
| Lp. | Zawodnik           | Reprezentacja | Karne rundy | Czas (min)  | Strata (s) |
| --- | ------------------ | ------------- | ----------- | ----------- | ---------- |
| 1.  | Simone Hauswald    | GER           | 0+0         | 14:01.1 min | 0.0        |
| 2.  | Marie-Laure Brunet | FRA           | 0+0         | 14:01.7 min | +0.6 s     |
| 3.  | Olga Zajcewa       | RUS           | 0+0         | 14:05.2 min | +4.1 s     |
| 4.  | Darja Domraczawa   | BLR           | 0+0         | 14:07.3 min | +6.2 s     |
| 5.  | Teja Gregorin      | SLO           | 0+0         | 14:08.5 min | +7.4 s     |
| 6.  | Olga Miedwiedcewa  | RUS           | 0+0         | 14:12.5 min | +11.4 s    |
| 7.  | Sandrine Bailly    | FRA           | 0+0         | 14:16.5 min | +15.4 s    |
| 8.  | Magdalena Neuner   | GER           | 1+0         | 14:20.0 min | +18.9 s    |
| 9.  | Ludmiła Kalinczik  | BLR           | 0+0         | 14:27.8 min | +26.7      |
| 10. | Éva Tófalvi        | ROM           | 0+1         | 14:28.8 min | +27.7      |

### Trzecie okrążenie
Pierwsze strzelanie w pozycji stojącej okazało się niepomyślne dla zawodniczek, zajmujących pierwsze trzy lokaty na poprzednim pomiarze czasu. Brunet oraz Zajcewa musiały biegać po jednej karnej rundzie zaś Simone Hauswald spudłowała dwukrotnie. Nową liderką została Rosjanka Olga Miedwiedcewa, która o 1,2 s wyprzedzała reprezentantkę Słowenii Teję Gregorin. Obie zawodniczki były bezbłędne podczas wszystkich pobytów na strzelnicy. Zajcewa spadła na trzecią pozycję, zaś Brunet na czwartą. 
| Lp. | Zawodnik           | Reprezentacja | Karne rundy | Czas (min)  | Strata (s) |
| --- | ------------------ | ------------- | ----------- | ----------- | ---------- |
| 1.  | Olga Miedwiedcewa  | RUS           | 0+0+0       | 21:29.6 min | 0.0        |
| 2.  | Teja Gregorin      | SLO           | 0+0+0       | 21:30.8 min | +1.2 s     |
| 3.  | Olga Zajcewa       | RUS           | 0+0+1       | 21:36.4 min | +6.8 s     |
| 4.  | Marie-Laure Brunet | FRA           | 0+0+1       | 21:38.8 min | +9.2 s     |
| 5.  | Darja Domraczawa   | BLR           | 0+0+1       | 21:46.2 min | +16.6 s    |
| 6.  | Andrea Henkel      | GER           | 1+0+0       | 21:54.2 min | +24.6 s    |
| 7.  | Simone Hauswald    | GER           | 0+0+2       | 21:57.4 min | +27.8 s    |
| 8.  | Magdalena Neuner   | GER           | 1+0+1       | 21:58.2 min | +28.6      |
| 9.  | Swietłana Slepcowa | RUS           | 0+2+0       | 22:00.8 min | +31.2 s    |
| 10. | Ludmiła Kalinczik  | BLR           | 0+0+0       | 22:03.5 min | +33.9 s    |

### Czwarte okrążenie
Podczas ostatniego pobytu na strzelnicy, większość zawodniczek strzelała bezbłędnie. Swoje szanse na medal pogrzebały Gregorin (jedna karna runda) oraz Brunet (dwie karne rundy). Pierwszą lokatę zajmowała Zajcewa, która o 7,3 s wyprzedzała Niemkę Magdalenę Neuner oraz o 7,5 Simone Hauswald. Czwarta była liderująca po trzecim strzelaniu Olga Miedwiedcewa, która jako jedyna w pierwszej dziesiątce nie biegła żadnej karnej rundy. 
| Lp. | Zawodnik           | Reprezentacja | Karne rundy | Czas (min)  | Strata (s) |
| --- | ------------------ | ------------- | ----------- | ----------- | ---------- |
| 1.  | Olga Zajcewa       | RUS           | 0+0+1+0     | 28:54.9 min | 0.0        |
| 2.  | Magdalena Neuner   | GER           | 1+0+1+0     | 29:02.2 min | +7.3 s     |
| 3.  | Simone Hauswald    | GER           | 0+0+2+0     | 29:02.4 min | +7.5 s     |
| 4.  | Olga Miedwiedcewa  | RUS           | 0+0+0+0     | 29:04.3 min | +9.4 s     |
| 5.  | Darja Domraczawa   | BLR           | 0+0+1+0     | 29:13.2 min | +18.3 s    |
| 6.  | Andrea Henkel      | GER           | 1+0+0+0     | 29:16.9 min | +22.0 s    |
| 7.  | Teja Gregorin      | SLO           | 0+0+0+1     | 29:20.1 min | +25.2 s    |
| 8.  | Helena Jonsson     | SWE           | 1+1+0+0     | 29:34.8 min | +39.9 s    |
| 9.  | Anastasija Kuźmina | SVK           | 1+1+1+0     | 29:38.1 min | +43.2 s    |
| 10. | Sandrine Bailly    | FRA           | 0+0+2+0     | 29:38.6 min | +43.7 s    |

### Piąte okrążenie

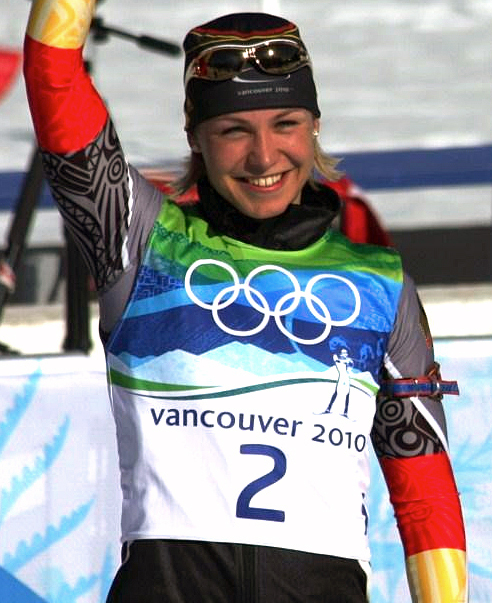
Magdalena Neuner na podium zawodów

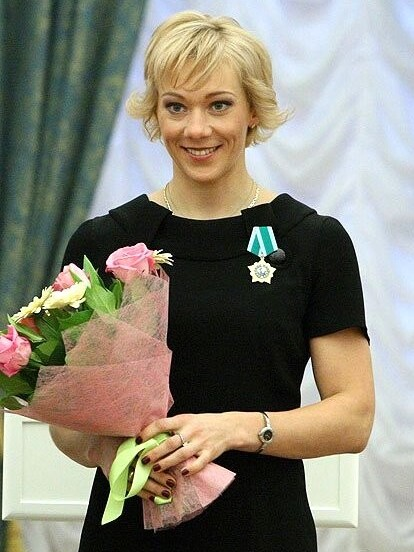
Olga Zajcewa podczas oficjalnego przywitania reprezentacji Rosji na Kremlu

Po ostatnim strzelaniu w czołowej dziesiątce były bardzo mało różnice czasowe pomiędzy zawodniczkami, aż siedem biathlonistek mieściło się w 30 sekundach. Na tym etapie rywalizacji największą faworytką do zdobycia złotego medalu była, jedna z biegaczek śród biathlonistek Magdalena Neuner, która co prawda zajmowała drugą pozycję, lecz strata do liderki była bardzo mała i wynosiła niewiele ponad siedem sekund. Niemka ostatnie okrążenie pokonała najszybciej ze wszystkich zawodniczek i z czasem 35 min 19,6 s wywalczyła mistrzostwo olimpijskie. Srebrny medal zdobyła Zajcewa, która na metę dobiegła 5,5 s za Neuner. Ostatnie miejsce na podium wywalczyła Simone Hauswald. Kolejne lokaty zajęły Olga Miedwiedcewa, Teja Gregorin oraz Białorusinka Darja Domraczawa. Dopiero na dziesiątym miejscu zawody ukończyła Szwedką Helena Jonsson, która na ZIO jechała jako główna faworytka do medali, zaś wróciła bez żadnego krążka w rywalizacji indywidualnej. Najlepszy czas biegu (po odjęciu czasu na strzelnicy oraz sekund potrzebnych do przebiegnięcia karnych rund) miała Anna Carin Zidek, która zajęła trzynastą lokatę z czterema niecelnymi strzałami.
Pełne wyniki końcowe zawodów:
| Pozycja | Nr | Zawodniczka                  | Kraj | Czas    | Strata  | Pudła       |
| ------- | -- | ---------------------------- | ---- | ------- | ------- | ----------- |
|         | 2  | Magdalena Neuner             | GER  | 35:19.6 | -       | 2 (1+0+1+0) |
|         | 16 | Olga Zajcewa                 | RUS  | 35:25.1 | +5.5    | 1 (0+0+1+0) |
|         | 12 | Simone Hauswald              | GER  | 35:26.9 | +7.3    | 1 (0+0+2+0) |
| 4.      | 13 | Olga Miedwiedcewa            | RUS  | 35:40.8 | +21.2   | 0 (0+0+0+0) |
| DSQ     | 15 | Teja Gregorin                | SLO  | 35:49.0 | +29.4   | 1 (0+0+0+1) |
| 5.      | 7  | Darja Domraczawa             | BLR  | 35:53.2 | +33.6   | 1 (0+0+1+0) |
| 6.      | 17 | Sandrine Bailly              | FRA  | 36:02.0 | +42.4   | 2 (0+0+2+0) |
| 7.      | 1  | Anastasija Kuźmina           | SVK  | 36:02.9 | +43.3   | 3 (1+1+1+0) |
| 8.      | 9  | Andrea Henkel                | GER  | 36:13.5 | +53.9   | 1 (1+0+0+0) |
| 9.      | 8  | Helena Jonsson               | SWE  | 36:15.9 | +56.3   | 2 (1+1+0+0) |
| 10.     | 19 | Ann Kristin Aafedt Flatland  | NOR  | 36:16.0 | +56.4   | 4 (0+2+1+1) |
| 11.     | 27 | Ołena Pidhruszna             | UKR  | 36:22.8 | +1:03.2 | 2 (1+0+0+1) |
| 12.     | 11 | Anna Carin Zidek             | SWE  | 36:22.9 | +1:03.3 | 4 (1+1+1+1) |
| 13.     | 14 | Swietłana Slepcowa           | RUS  | 36:23.3 | +1:03.7 | 3 (0+2+0+1) |
| 14.     | 6  | Marie-Laure Brunet           | FRA  | 36:39.5 | +1:19.9 | 3 (0+0+1+2) |
| 15.     | 5  | Marie Dorin                  | FRA  | 36:40.9 | +1:21.3 | 1 (1+0+0+0) |
| 16.     | 20 | Ludmiła Kalinczik            | BLR  | 36:55.2 | +1:35.6 | 1 (0+0+0+1) |
| 17.     | 3  | Tora Berger                  | NOR  | 36:58.3 | +1:38.7 | 4 (1+0+1+2) |
| 18.     | 18 | Wałentyna Semerenko          | UKR  | 37:12.5 | +1:52.9 | 3 (0+2+1+0) |
| 19.     | 24 | Krystyna Pałka               | POL  | 37:22.6 | +2:03.0 | 1 (1+0+0+0) |
| 20.     | 25 | Weronika Nowakowska-Ziemniak | POL  | 37:34.0 | +2:14.4 | 4 (1+2+1+0) |
| 21.     | 29 | Nadzieja Skardzina           | BLR  | 37:38.1 | +2:18.5 | 1 (0+0+0+1) |
| 22.     | 26 | Agnieszka Cyl                | POL  | 37:54.7 | +2:35.1 | 5 (0+1+2+2) |
| 23.     | 23 | Éva Tófalvi                  | ROM  | 38:00.7 | +2:41.1 | 5 (0+1+2+2) |
| 24.     | 10 | Kati Wilhelm                 | GER  | 38:37.7 | +3:18.1 | 5 (1+3+1+0) |
| 25.     | 30 | Andreja Mali                 | SLO  | 38:53.9 | +3:34.3 | 4 (0+2+0+2) |
| 26.     | 4  | Jelena Chrustalewa           | KAZ  | 39:01.3 | +3:41.7 | 5 (2+2+1+0) |
| 27.     | 28 | Anna Maria Nilsson           | SWE  | 39:05.8 | +3:46.2 | 4 (1+1+1+1) |
| 28.     | 21 | Oksana Chwostenko            | UKR  | 39:11.0 | +3:51.4 | 3 (0+2+1+0) |
| 29.     | 22 | Anna Bułygina                | RUS  | 39:17.2 | +3:57.6 | 8 (4+1+2+1) |

## Po zakończeniu zawodów

### Wypowiedzi medalistek
Opracowano na podstawie materiału źródłowego:
Magdalena Neuner:

"Miałam tylko jedno pudło podczas strzelania w pozycji stojącej. Gdy wybiegałam ze strzelnicy zobaczyłam, że pozostałe dziewczyny nie są daleko. Wtedy pomyślałam, że mogę zdobyć medal. Wygranie trzech medali trochę mnie zaskoczyło. Wiedziałam na co mnie stać i wierzyłam w siebie. Wiedziałam, że mogę zdobyć medal, ale teraz mam trzy krążki i to jest dla mnie niewiarygodne. Myślę, że będę potrzebowała kilku dni albo tygodni aby zrozumieć co osiągnęłam i móc cieszyć się tym"

Olga Zajcewa:

"Po finałowym strzelaniu w pozycji stojącej byłam wyczerpana emocjonalnie i poczułam krótki oddech. Na domiar złego nie potrafiłam dotrzymać kroku Magdalenie. Jednakże na trasie dostałam dobrą informację i spróbowałam ponownie. Nagle zdałam sobie sprawę, że mogę biec za Hauswald i to był dla mnie dodatkowy impuls. Zrelaksowałam się trochę kiedy biegłam za Simone i wzięłam oddech. Następnie ponownie zaatakowałam i uciekłam. Czułam się bardzo dobrze w tym momencie i dawałam z siebie 100%"

Simone Hauswald:

"To jest bardzo pozytywne uczucie i moje marzenie się spełniło. Ciężko pracowałam przez wiele lat aby być teraz tutaj. Jak obudziłam się rano, czułam się bardzo dobrze i pomyślałam: ok, to jest Twój dzień. Wierzyłam w siebie i miałam bardzo dobry bieg. Jestem bardzo szczęśliwa, że mogę być tutaj."

### Sytuacja w klasyfikacji generalnej
Zwycięstwo Magdaleny Neuner w biegu masowym było jej drugim triumfem na Zimowych Igrzyskach Olimpijskich 2010 w Vancouver oraz trzecim medalem (zdobyła także srebro w sprincie). Dzięki zwycięstwu Niemka została liderką klasyfikacji generalnej Pucharu Świata i wyprzedzała Szwedkę Helenę Jonsson oraz swoją rodaczkę Andree Henkel. Pomimo odległej pozycji Jonsson dalej prowadziła w klasyfikacji biegu masowego, gdzie wyprzedzała Simone Hauswald oraz Andree Henkel.